# 火星人玩轉地球
是一部提姆·波頓1996年導演的外星人入侵電影。以票房電影的預算結合B級片的劇情與特色，本片高度依賴特效，配樂則大量使用《惑星歷險》、《地球末日記》中使用過的樂器特雷門。
本片被拿來與同年同樣以外星人入侵為主題的《ID4星際終結者》比較。不過其實本片是根據1962年Topps玩具公司發行的一系列交換卡片來構想，除此之外，也是提姆·波頓對自己相當喜歡的導演艾德·伍德致敬的一部電影。

## 劇情
火星人的大隊飛碟接近地球，美國總統決定與火星人建交，順便用此機會大作公關，留名青史。想不到火星人不安好心，利用地球人「文明越先進越愛好和平」的假設，反覆裝出想和平建交的模樣，隨即又用死光槍濫殺信以為真來求和的人，還用飛碟玩弄地球各地的地標。就像許多外星人入侵電影，人類最後還是意外找到對抗強大火星人的武器：史林·惠特曼演唱之歌曲「印第安愛的呼聲」，火星人一聽頭就會爆開，連飛碟也無法抵抗。火星人就此全軍覆沒，留下地球上的小人物重建家園。

## 獲獎
該片在上映后與《ID4星際終結者》一起获得奥斯卡最佳视觉效果奖提名，但最後還是後者獲得了該獎。另外这部电影也在土星奖上獲得了七項提名，包括导演蒂姆·伯顿獲得了最佳導演獎提名、强纳森·吉姆斯獲得了最佳編劇獎提名、柯琳·阿特伍德獲得了最佳服裝設計獎提名、工业光魔部門的特效組也獲得了最佳效果獎提名、主演之一的卢卡斯·哈斯也獲得了最佳男主角獎提名。而其中的丹尼·叶夫曼赢得了最佳音乐獎。 土星獎也將《火星人玩轉地球》與同年上映的科幻電影《獨立日》一同評為最佳科幻電影；此外在同年雨果奖也將《火星人玩轉地球》評為1996年劇情最出色的科幻電影。

## 外部連結
- 互联网电影数据库（IMDb）上《火星人玩轉地球》的资料（英文）
- 官方網站 （页面存档备份，存于）